# Лямбирский район
Ля́мбирский райо́н (эрз. Лямбирьбуе, мокш. Лямбирень аймак, тат. Ләмберә районы, Ləmberə rayonı) — административно-территориальная единица (район) и муниципальное образование (муниципальный район) в составе Республики Мордовия Российской Федерации.
Административный центр — село Лямбирь.

## География
Лямбирский район расположен в центральной части Мордовии. Граничит на севере с Нижегородской областью. Территория района составляет 852 км².

## История
20 июля 1933 года Президиум ВЦИК постановил образовать в составе Мордовской автономной области национальный татарский район с административным центром в селении Лямбирь и присвоить вновь образованному району наименование «Лямбирский».
Он состоял из 11 татарских и 4 русских сельсоветов. Татарское население составляло 73 %. Выходила районная газета на татарском языке.
В 1959 году, в Лямбирский район было передано четыре русских сельсовета упразднённого Саранского района — Атемарский, Белогорский, Берсеневский и Павловский.
19 февраля 1963 года Указом Президиума Верховного Совета Мордовской АССР «О составе районов Мордовской АССР» Лямбирский район был упразднён, а его территория разделилась между Ромодановским и Старошайговским районами.
Согласно Указу Президиума Верховного Совета РСФСР от 30 декабря 1966 года Лямбирский район был восстановлен.

## Население
| \| 1970[7] \| 1979[7] \| 1989[7] \| 2002[7] \| 2005[8] \| 2006[8] \| 2007[8] \| \| -------- \| -------- \| -------- \| -------- \| -------- \| -------- \| -------- \| \| 28 565 \| ↗30 741 \| ↗34 343 \| ↘33 872 \| ↘33 515 \| ↘33 292 \| ↘33 235 \| \| 2008[8] \| 2009[9] \| 2010[7] \| 2011[10] \| 2012[11] \| 2013[12] \| 2014[13] \| \| ↘33 158 \| ↘32 953 \| ↗34 142 \| ↘34 132 \| ↗34 352 \| ↗34 386 \| ↘34 357 \| \| 2015[14] \| 2016[15] \| 2017[16] \| 2018[17] \| 2019[18] \| 2020[19] \| 2021[4] \| \| ↗34 498 \| ↘34 336 \| ↘34 323 \| ↘34 208 \| ↘33 948 \| ↘33 732 \| ↗34 097 \| 10 000 20 000 30 000 40 000 1970 2006 2011 2016 2021 |         |         |         |         |         |         |
| 1970 | 1979    | 1989    | 2002    | 2005    | 2006    | 2007    |
| 28 565 | ↗30 741 | ↗34 343 | ↘33 872 | ↘33 515 | ↘33 292 | ↘33 235 |
| 2008 | 2009    | 2010    | 2011    | 2012    | 2013    | 2014    |
| ↘33 158 | ↘32 953 | ↗34 142 | ↘34 132 | ↗34 352 | ↗34 386 | ↘34 357 |
| 2015 | 2016    | 2017    | 2018    | 2019    | 2020    | 2021    |
| ↗34 498 | ↘34 336 | ↘34 323 | ↘34 208 | ↘33 948 | ↘33 732 | ↗34 097 |

## Административное деление
В Лямбирский район как административно-территориальную единицу входят 14 сельсоветов.
В муниципальный район, в рамках организации местного самоуправления, входят 14 муниципальных образований со статусом сельских поселений.
Сельсоветы одноимённы образованным в их границах сельским поселениям.
| №  | Муниципальное образование              | Административный центр    | Количество населённых пунктов | Население (чел.) | Площадь (км²) |
| -- | -------------------------------------- | ------------------------- | ----------------------------- | ---------------- | ------------- |
| 1  | Аксёновское сельское поселение         | село Аксёново             | 2                             | ↗1652            | 42,06         |
| 2  | Александровское сельское поселение     | село Александровка        | 3                             | ↗1707            | 41,81         |
| 3  | Атемарское сельское поселение          | село Атемар               | 5                             | ↗4357            | 99,98         |
| 4  | Берсеневское сельское поселение        | село Берсеневка           | 9                             | ↗4768            | 41,54         |
| 5  | Болотниковское сельское поселение      | село Болотниково          | 6                             | ↗654             | 63,77         |
| 6  | Большеелховское сельское поселение     | село Большая Елховка      | 2                             | ↗4150            | 15,13         |
| 7  | Кривозерьевское сельское поселение     | село Кривозерье           | 4                             | ↘1436            | 45,80         |
| 8  | Лямбирское сельское поселение          | село Лямбирь              | 2                             | ↗8892            | 87,54         |
| 9  | Пензятское сельское поселение          | село Пензятка             | 3                             | ↗1364            | 69,01         |
| 10 | Первомайское сельское поселение        | село Первомайск           | 8                             | ↗1335            | 101.87        |
| 11 | Протасовское сельское поселение        | село Протасово            | 8                             | ↗685             | 76.79         |
| 12 | Саловское сельское поселение           | посёлок Совхоз «Коммунар» | 13                            | ↘1700            | 98,67         |
| 13 | Скрябинское сельское поселение         | село Скрябино             | 4                             | ↗620             | 77,61         |
| 14 | Татарско-Тавлинское сельское поселение | село Татарская Тавла      | 1                             | ↘777             | 18,49         |

Первоначально в муниципальном районе в 2005 году было образовано 15 муниципальных образований со статусом сельских поселений (им соответствовали 15 сельсоветов).
Законом от 17 мая 2018 года, Михайловское сельское поселение и одноимённый ему сельсовет были упразднены, а входившие в их состав населённые пункты были включены в Протасовское сельское поселение и сельсовет.
Законом от 24 апреля 2019 года, Дальнее сельское поселение и одноимённый ему сельсовет были упразднены, а входившие в их состав населённые пункты были включены в Первомайское сельское поселение и сельсовет.

### Населённые пункты
В Лямбирском районе 70 населённых пунктов.
| №  | Населённый пункт                      | Тип     | Население | Муниципальное образование              |
| -- | ------------------------------------- | ------- | --------- | -------------------------------------- |
| 1  | Акаевка                               | деревня | ↘6        | Болотниковское сельское поселение      |
| 2  | Аксёново                              | село    | ↘1496     | Аксёновское сельское поселение         |
| 3  | Александровка                         | село    | ↘1575     | Александровское сельское поселение     |
| 4  | Анучино                               | деревня | ↘4        | Протасовское сельское поселение        |
| 5  | Апполоновка                           | деревня | ↗47       | Болотниковское сельское поселение      |
| 6  | Атемар                                | село    | ↗4245     | Атемарское сельское поселение          |
| 7  | Белогорское                           | село    | ↘54       | Атемарское сельское поселение          |
| 8  | Белотроицкий                          | посёлок | →14       | Протасовское сельское поселение        |
| 9  | Берсеневка                            | село    | ↗2553     | Берсеневское сельское поселение        |
| 10 | Берсеневские Выселки                  | посёлок | ↗100      | Берсеневское сельское поселение        |
| 11 | Блохино                               | деревня | ↘151      | Берсеневское сельское поселение        |
| 12 | Блохинские Выселки                    | посёлок | ↘66       | Берсеневское сельское поселение        |
| 13 | Болотниково                           | село    | ↗435      | Болотниковское сельское поселение      |
| 14 | Большая Елховка                       | село    | ↘4009     | Большеелховское сельское поселение     |
| 15 | Владимировка                          | село    | ↘112      | Александровское сельское поселение     |
| 16 | Воротники                             | деревня | ↗19       | Протасовское сельское поселение        |
| 17 | Дальний                               | посёлок | ↘113      | Первомайское сельское поселение        |
| 18 | Евлашево                              | село    | ↘0        | Первомайское сельское поселение        |
| 19 | Екатериновка                          | деревня | ↘19       | Скрябинское сельское поселение         |
| 20 | Еремеево                              | село    | ↘19       | Саловское сельское поселение           |
| 21 | Завод стройматериалов                 | посёлок | 1         | Атемарское сельское поселение          |
| 22 | Звёздный                              | посёлок | ↗315      | Берсеневское сельское поселение        |
| 23 | Инят                                  | село    | ↗249      | Аксёновское сельское поселение         |
| 24 | Кадышево                              | деревня | →14       | Первомайское сельское поселение        |
| 25 | Кошкаровка                            | деревня | ↘53       | Первомайское сельское поселение        |
| 26 | Красный Дол                           | посёлок | ↘35       | Александровское сельское поселение     |
| 27 | Кривозерье                            | село    | ↗955      | Кривозерьевское сельское поселение     |
| 28 | Лопатино                              | деревня | ↘1        | Саловское сельское поселение           |
| 29 | Лопатино                              | село    | ↗395      | Саловское сельское поселение           |
| 30 | Лямбирь                               | село    | ↘8346     | Лямбирское сельское поселение          |
| 31 | Малая Елховка                         | деревня | ↗141      | Большеелховское сельское поселение     |
| 32 | Масловка                              | деревня | ↗167      | Болотниковское сельское поселение      |
| 33 | Мельцапино                            | село    | ↘31       | Болотниковское сельское поселение      |
| 34 | Михайловка                            | село    | ↗256      | Протасовское сельское поселение        |
| 35 | Монастырская 2-я                      | деревня | ↘23       | Протасовское сельское поселение        |
| 36 | Мухановка                             | деревня | ↗4        | Саловское сельское поселение           |
| 37 | Николаевка                            | деревня | ↘336      | Первомайское сельское поселение        |
| 38 | Новая Михайловка                      | деревня | ↘110      | Саловское сельское поселение           |
| 39 | Новая Уда                             | село    | ↘11       | Атемарское сельское поселение          |
| 40 | Новое Смольково                       | деревня | ↗31       | Саловское сельское поселение           |
| 41 | Новомихайловский                      | посёлок | ↗74       | Саловское сельское поселение           |
| 42 | Павловка                              | село    | ↗206      | Скрябинское сельское поселение         |
| 43 | Пензятка                              | село    | ↗1257     | Пензятское сельское поселение          |
| 44 | Первомайск                            | село    | ↘804      | Первомайское сельское поселение        |
| 45 | Первомайское отделение Сельхозтехника | посёлок | ↗53       | Первомайское сельское поселение        |
| 46 | Пиксаур                               | посёлок | ↘7        | Скрябинское сельское поселение         |
| 47 | Приволье                              | деревня | ↗49       | Саловское сельское поселение           |
| 48 | Протасово                             | село    | ↘368      | Протасовское сельское поселение        |
| 49 | Репьевка                              | село    | ↘0        | Саловское сельское поселение           |
| 50 | Романовка                             | деревня | ↘9        | Протасовское сельское поселение        |
| 51 | Русская Свербейка                     | деревня | ↗208      | Берсеневское сельское поселение        |
| 52 | Саловка                               | село    | ↗112      | Саловское сельское поселение           |
| 53 | Скрябино                              | село    | ↘437      | Скрябинское сельское поселение         |
| 54 | Смоленский                            | посёлок | ↘0        | Саловское сельское поселение           |
| 55 | Смольково                             | село    | ↘181      | Саловское сельское поселение           |
| 56 | Советское                             | село    | ↘5        | Болотниковское сельское поселение      |
| 57 | Совхоз «Коммунар»                     | посёлок | ↗779      | Саловское сельское поселение           |
| 58 | Старая Уда                            | деревня | ↘15       | Атемарское сельское поселение          |
| 59 | Старая Чекаевка                       | деревня | ↗77       | Берсеневское сельское поселение        |
| 60 | Суркино                               | деревня | ↗406      | Кривозерьевское сельское поселение     |
| 61 | Тарасполь                             | село    | ↗5        | Пензятское сельское поселение          |
| 62 | Татарская Свербейка                   | село    | ↗363      | Берсеневское сельское поселение        |
| 63 | Татарская Тавла                       | село    | ↘777      | Татарско-Тавлинское сельское поселение |
| 64 | Хаджи                                 | деревня | ↗161      | Кривозерьевское сельское поселение     |
| 65 | Чапаево                               | деревня | ↗5        | Протасовское сельское поселение        |
| 66 | Чекаевский                            | посёлок | ↗352      | Берсеневское сельское поселение        |
| 67 | Черемишево                            | село    | ↘546      | Лямбирское сельское поселение          |
| 68 | Шувалово                              | деревня | ↗186      | Кривозерьевское сельское поселение     |
| 69 | Щербаково                             | деревня | ↘78       | Пензятское сельское поселение          |
| 70 | Языково                               | деревня | ↘15       | Первомайское сельское поселение        |

## Экономика
Основа экономики района — сельское хозяйство и предприятия по переработке сельхозпродукции. Здесь расположены две крупнейшие птицефабрики Мордовии — ОАО Агрофирма  «Октябрьская» и ОАО Птицефабрика «Атемарская».

## Культура
В районе 17 сельских Домов культуры и 4 клуба, 21 библиотека с книжным фондом 195 962 экземпляра, 4 детские школы искусств, а также районный Дом культуры, Центр татарской национальной культуры.
Один раз в неделю по 28 минут на татарском языке выходит радиопередача «Туган тел».